# Notophyson tiresia
Notophyson tiresia är en fjärilsart som beskrevs av William Swainson 1833. Notophyson tiresia ingår i släktet Notophyson och familjen björnspinnare. Inga underarter finns listade i Catalogue of Life.